# Dipartimento di Grand'Anse
Il dipartimento di Grand'Anse è un dipartimento di Haiti. Il capoluogo è Jérémie.

## Geografia antropica

### Suddivisioni amministrative
Il dipartimento di Grand'Anse è suddiviso in 3 arrondissement:
- Anse-d'Ainault
- Corail
- Jérémie